# Babyrousa celebensis
O babirussa-das-celebes-do-norte (Babyrousa celebensis) é uma espécie de mamífero da família Suidae. Endêmica da Indonésia, onde pode ser encontrada em  Celebes (em indonésio: Sulawesi) e ilhas adjacentes (Muna, Buton e Lembeh). Considerada como uma subespécie da Babyrousa babyrussa, foi elevada a categoria de espécie distinta.